# 管店镇
管店镇，是中华人民共和国安徽省滁州市明光市下辖的一个乡镇级行政单位。

## 行政区划
管店镇下辖以下地区：
管店社区、小魏村、新管村、罗岭村、凤山村和管店村。